# مارگارت سیمپسون
مارگارت سیمپسون (زادهٔ ۳۱ دسامبر ۱۹۸۱ در کرپا) یک ورزشکار هفت‌گانهٔ غنایی است. او در مسابقات جهانی ۲۰۰۵ مدال برنز را به دست آورد و در این روند، چندین بهترین فردی را به ثبت رساند. بهترین فردی او ۶۴۲۳ امتیاز است که در مهٔ ۲۰۰۵ در گوتزیس به دست آورد. سیمپسون به خاطر پرتاب نیزهٔ قوی خود مشهور است که بهترین رکورد شخصی او در این پرتاب، ۵۶٫۳۶ متر است. در یکی از اولین بازی‌های بین‌المللی خود در بزرگسالان، او در بازی‌های آفریقایی ۱۹۹۹ چهارم شد. او مدال برنز بازی‌های مشترک المنافع ۲۰۰۲ را به دست آورد و سپس در مسابقات قهرمانی آفریقا در سال ۲۰۰۲ مدال طلای هفت‌گانه دو و میدانی را به دست آورد. در سال ۲۰۰۴، سیمپسون برای دومین بار قهرمان آفریقا شد و این نتیجه را با کسب مقام نهم در المپیک ۲۰۰۴ آتن دنبال کرد.

## زندگی
در یکی از اولین بازی‌های بین‌المللی خود در بزرگسالان، او در بازی‌های سراسری آفریقا در سال ۱۹۹۹، مقام چهارم را کسب کرد. او قهرمان نوجوانان در مسابقات قهرمانی دو و میدانی نوجوانان آفریقا در سال ۱۹۹۹ بود، اما در مسابقات قهرمانی نوجوانان جهان در سال ۲۰۰۰ نتوانست در این رشته به پایان برسد. او در مسابقات قهرمانی جهانی دو و میدانی در سال ۲۰۰۱ برای مسابقات هفتگانه انتخاب شد و در مجموع سیزدهم شد. موفقیت او در ردهٔ بزرگسالان سال بعد به دست آمد، چرا که او مدال برنز بازی‌های مشترک المنافع ۲۰۰۲ را گرفت و سپس مدال طلای هفت‌گانه را در مسابقات قهرمانی آفریقا در دو و میدانی در سال ۲۰۰۲ به دست آورد. او نتوانست در مسابقات جهانی دو و میدانی ۲۰۰۳ به پایان برسد. در سال ۲۰۰۴، سیمپسون برای دومین بار قهرمان آفریقا شد و این نتیجه را با کسب مقام نهم در المپیک ۲۰۰۴ آتن دنبال کرد.
سیمپسون برای اولین بار در مسابقات جهانی دو و میدانی در سال ۲۰۰۵ به سکوی جهانی رسید و با کسب ۶۳۷۵ امتیاز، رتبهٔ سوم را با دومین عملکرد برتر دوران حرفه‌ای خود به دست آورد. او در هیپومیتینگ اوایل آن فصل، بهترین امتیاز شخصی را با ۶۴۲۳ امتیاز کسب کرده بود. او فصل ۲۰۰۶ را از دست داد اما سال بعد با مدال طلا در بازی‌های سراسری آفریقا در سال ۲۰۰۷ بازگشت. او در پایان آن فصل در مسابقات قهرمانی جهانی دو و میدانی ۲۰۰۷ شکست خورد. او تمام فصل ۲۰۰۸ را پس از این از دست داد. او در سال ۲۰۰۹ خوب بازی نکرد و بهترین امتیاز یک فصل را با ۵۸۷۲ امتیاز در میتینگ بین‌المللی آرل به دست آورد. او در مسابقات قهرمانی دو و میدانی آفریقا در سال ۲۰۱۰ به بازی خوب بازگشت، جایی که با امتیاز ۶۰۳۱ سومین عنوان هفتگانه را به دست آورد. او همچنین برای آفریقا در جام قاره‌ای دو و میدانی در سال ۲۰۱۰، در پرش ارتفاع مقام هشتم را کسب کرد.
او در سال ۲۰۱۱ در دیدار مولتی استارز در دزنتسانو دل گاردا با ۶۲۷۰ امتیاز برنده شد و قهرمان سال ۲۰۱۰، مارینا گونچارووا را شکست داد. او در مسابقات جهانی دو و میدانی در سال ۲۰۱۱ چهاردهم شد و سومین عنوان متوالی را در بازی‌های سراسری آفریقا در سال ۲۰۱۱ به دست آورد. او در هر دو سال ۲۰۱۱ و ۲۰۱۲، قهرمان مسابقات قهرمانی ترکیبی آفریقا شد.
او در بازی‌های المپیک تابستانی ۲۰۱۲ به دلیل عفونت کلیه از مسابقات هفت‌گانه کناره‌گیری کرد.

## دستاوردها
| سال  | مسابقه                          | محل برگزاری               | مقام | توضیحات                |              |
| ---- | ------------------------------- | ------------------------- | ---- | ---------------------- | ------------ |
| ۱۹۹۹ | مسابقات قهرمانی نوجوانان آفریقا | تونس، تونس                | ۲ام  | دو ۴ در ۱۰۰ متر امدادی | ۴۷٫۱۳        |
| ۱۹۹۹ | مسابقات قهرمانی نوجوانان آفریقا | تونس، تونس                | ۱ام  | هفتگانه                | ۵۳۶۶ امتیاز  |
| ۱۹۹۹ | بازی‌های سراسری آفریقا           | ژوهانسبورگ، آفریقای جنوبی | ۴ام  | هفت‌گانه                | ۵۰۸۹ امتیاز  |
| ۲۰۰۰ | مسابقات قهرمانی نوجوانان جهان   | سانتیاگو، شیلی            | —    | هفت‌گانه                | تمام نشد     |
| ۲۰۰۱ | مسابقات جهانی                   | ادمونتون، کانادا          | ۱۳ام | هفت‌گانه                | ۵۷۴۸ امتیاز  |
| ۲۰۰۲ | بازی‌های مشترک المنافع           | منچستر، بریتانیا          | ۳ام  | هفت‌گانه                | ۵۹۰۶ امتیاز  |
| ۲۰۰۲ | مسابقات قهرمانی آفریقا          | رادس، تونس                | ۱ام  | هفت‌گانه                | ۶۱۰۵ امتیاز  |
| ۲۰۰۳ | هیپومیتینگ                      | گوتسیز، اتریش             | ۵ام  | هفت‌گانه                | ۶۱۲۰ امتیاز  |
| ۲۰۰۳ | مسابقات جهانی                   | پاریس، فرانسه             | –    | هفت‌گانه                | تمام نشد     |
| ۲۰۰۳ | بازی‌های سراسری آفریقا           | آبوجا، نیجریه             | ۱ام  | هفت‌گانه                | ۶۱۵۲ امتیاز  |
| ۲۰۰۴ | هیپومیتینگ                      | گوتسیز، اتریش             | ۵ام  | هفت‌گانه                | ۶۳۰۶ امتیاز  |
| ۲۰۰۴ | مسابقات قهرمانی آفریقا          | برازویل، کنگو             | ۱ام  | هفت‌گانه                | ۶۱۵۴ امتیاز  |
| ۲۰۰۵ | هیپومیتینگ                      | گوتسیز، اتریش             | ۴ام  | هفت‌گانه                | ۶۴۲۳ امتیاز  |
| ۲۰۰۵ | مسابقات جهانی                   | هلسینکی، فنلاند           | ۳ام  | هفت‌گانه                | ۶۳۷۵ امتیاز  |
| ۲۰۰۷ | بازی‌های سراسری آفریقا           | الجزیره، الجزایر          | ۱ام  | هفت‌گانه                | [۶۲۷۸ امتیاز |
| ۲۰۰۷ | مسابقات جهانی                   | اوزاکا، ژاپن              | –    | هفت‌گانه                | تمام نشد     |
| ۲۰۱۰ | مسابقات قهرمانی آفریقا          | نایروبی، کنیا             | ۱ام  | هفت‌گانه                | ۶۰۳۱ امتیاز  |
| ۲۰۱۱ | بازی‌های سراسری آفریقا           | ماپوتو، موزامبیک          | ۱ام  | هفت‌گانه                | ۶۱۷۲ امتیاز  |
| ۲۰۱۲ | مسابقات قهرمانی آفریقا          | پورتو نووو، بنین          | ۱ام  | پرتاب نیزه             | ۵۴٫۶۲ متر    |
| ۲۰۱۲ | مسابقات قهرمانی آفریقا          | پورتو نووو، بنین          | –    | هفت‌گانه                | تمام نشد     |

## رکورد مسابقات

### مسابقات جهانی ۲۰۱۱
| رویداد            | نتیجه       | موقعیت | امتیاز | اجمالی | یادداشت      |
| ----------------- | ----------- | ------ | ------ | ------ | ------------ |
| دو ۱۰۰ متر بامانع | ۱۳٫۴۳ ثانیه | ۱ام    | ۱٬۰۶۰  | ۹ام    | سری مسابقه ۳ |
| پرش ارتفاع        | ۱٫۸۰ متر    | ۲ام    | ۹۷۸    | ۹ام    | گروه بی      |
| پرتاب وزنه        | ۱۲٫۴۸ متر   | ۷ام    | ۶۹۳    | ۱۷ام   | گروه بی      |
| دو ۲۰۰ متر        | ۲۵٫۲۳ ثانیه | ۳ام    | ۸۶۶    | ۱۹ام   | سری مسابقه ۳ |
| پرش طول           | ۵٫۸۸ متر    | ۱۰ام   | ۸۱۳    | ۲۲ام   | گروه بی      |
| زوبین             | ۵۳٫۱۳ متر   | ۲ام    | ۹۲۱    | ۱۴ام   | گروه اِی      |
| دو ۸۰۰ متر        | ۲:۱۷٫۹۱     | ۸ام    | ۸۵۲    | ۱۴ام   | سری مسابقه ۲ |
| هفت‌گانه           |             |        | ۶٬۱۸۳  | ۱۴ام   | منبع:IAAF    |